# Дауса
Дауса (англ. Dausa, хинди दौसा) — город в северо-западной части Индии, в штате Раджастхан, административный центр одноимённого округа.

## География
Город находится в восточной части Раджастхана, на высоте 326 метров над уровнем моря.
Дауса расположена на расстоянии приблизительно 40 километров к востоку от Джайпура, административного центра штата и на расстоянии 190 километров к юго-юго-западу (SSW) от Нью-Дели, столицы страны.

## Демография
По данным официальной переписи 2001 года, население составляло 61 601 человек, из которых мужчины составляли 53,3 %, женщины — соответственно 46,7 % . Уровень грамотности населения составлял 65,6 %.

Динамика численности населения города по годам:
| 1991   | 2001   | 2013   |
| ------ | ------ | ------ |
| 38 576 | 61 601 | 99 936 |

## Транспорт
Сообщение Даусы с другими городами осуществляется посредством железнодорожного и автомобильного транспорта.
Ближайший гражданский аэропорт расположен в городе Джайпур.